# خلج عجم
خلج عجم هي قرية في مقاطعة شوط، إيران. يقدر عدد سكانها بـ 368 نسمة بحسب إحصاء 2016.